# Otto Heinek

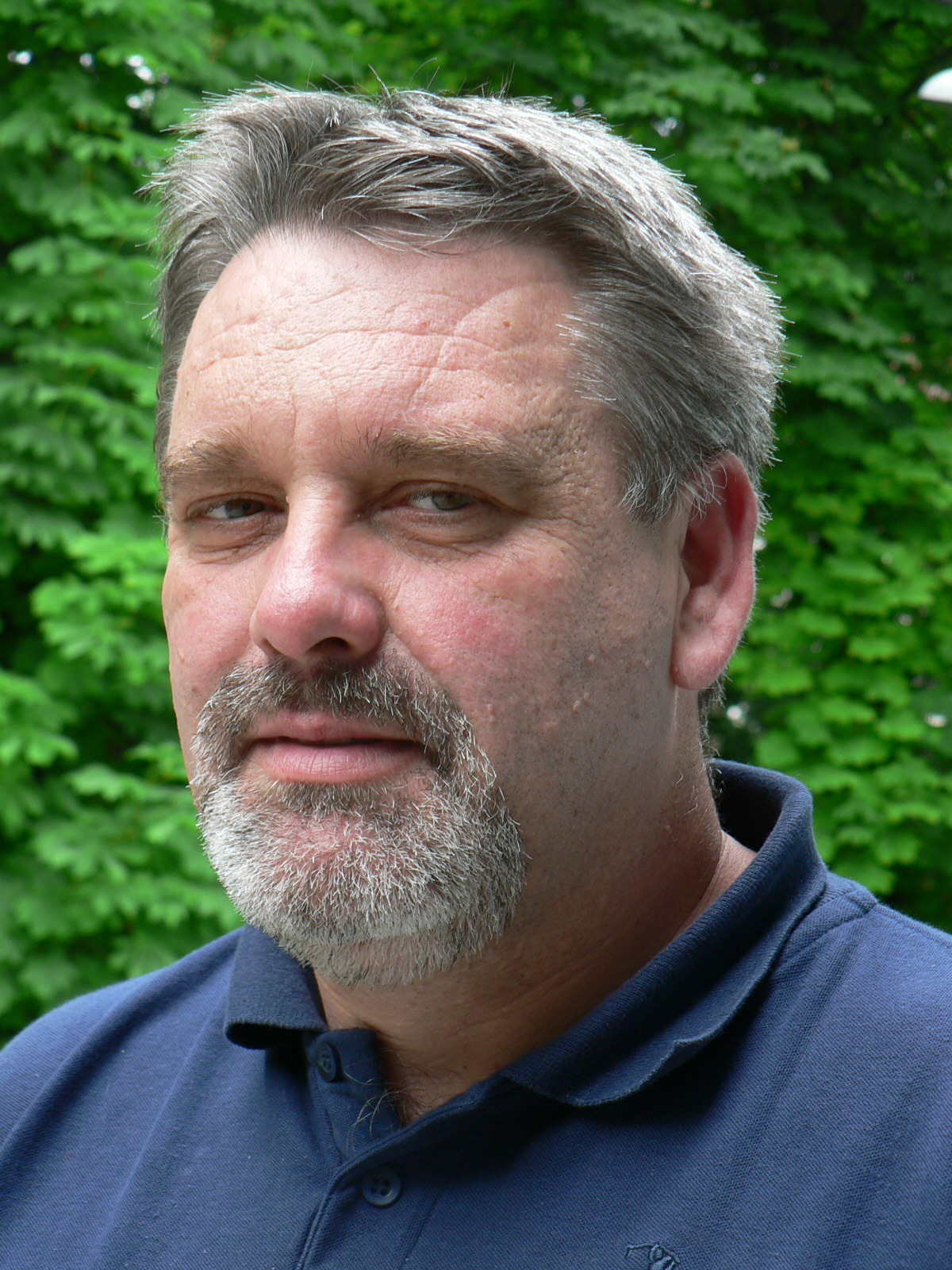
Otto Heinek 2006

Otto Heinek, in ungarischer Schreibweise Heinek Ottó (* 6. Februar 1960 in Mohács; † 20. August 2018 in Budapest), war ein ungarndeutscher Journalist, eine Persönlichkeit des ungarischen öffentlichen Lebens und zuletzt Vorsitzender der Landesselbstverwaltung der Ungarndeutschen (LdU).

## Leben
Otto Heinek wurde 1960 in Mohatsch geboren. Er besuchte die Grundschule in Borjád im Komitat Baranya und das Klara-Leöwey-Gymnasium in Pécs (Fünfkirchen). Danach studierte er die Fächer Ungarisch und Deutsch an der Philologischen Fakultät der Fünfkirchener Janus-Pannonius-Universität, wo er 1983 mit dem Lehrerdiplom abschloss.
Bis 1990 gehörte er anschließend der Redaktion des ungarndeutschen Wochenblatts Neuen Zeitung an. Während dieser Zeit absolvierte er auch die Ausbildung an der Journalistenschule des Ungarischen Nationalen Journalistenverbandes MÚOSZ. 1990 trat er als Regierungsrat in das neu geschaffene staatliche Amt für Nationale und Ethnische Minderheiten in Budapest ein, wurde kurz darauf dessen Amtsleiter und war zwischen 1995 und 1999 dessen stellvertretender Präsident.
Im Jahr 1999 wurde Otto Heinek zum hauptamtlichen Vorsitzenden der Landesselbstverwaltung der Ungarndeutschen (LdU) gewählt. Er bekleidete dieses Amt – mehrfach durch Wiederwahl bestätigt – ununterbrochen bis zu seinem Tod. Als legitimierter Vertreter der Interessen der deutschen Minderheit in Ungarn war er seither in den ungarischen Medien präsent, ebenso als prominenter Mittler zwischen Ungarn und den deutschsprachigen Ländern. Bei der Parlamentswahl in Ungarn 2014 erhielt er als Spitzenkandidat der LdU-Landesliste das gesetzlich vorgesehene Mandat des Parlamentssprechers der Ungarndeutschen, trat es aber noch vor der konstituierenden Sitzung an Emmerich Ritter ab. Die LdU-Liste erreichte im Gegensatz zur Parlamentswahl 2018 damals nicht das Quorum für ein volles Parlamentsmandat.
Mehr als drei Jahrzehnte engagierte sich Heinek in der Föderalistischen Union Europäischer Volksgruppen (FUEV/FUEN), insbesondere in deren Arbeitsgemeinschaft deutscher Minderheiten.
Otto Heinek starb im Sommer 2018 nach längerer schwerer Krankheit. Er war verheiratet mit der Finanzberaterin Maria Vereckei und ist der Vater eines Sohnes. Zur Nachfolgerin im Vorsitz der Landesselbstverwaltung der Ungarndeutschen wurde am 15. September 2018 die bisherige stellvertretende Vorsitzende Olivia Schubert gewählt, der neun Monate später Ibolya Hock-Englender nachfolgte.

## Schriften (Auswahl)
- Die Zukunft der Ungarndeutschen im Licht der Selbstverwaltungswahlen 1994 im Blick auf die Wahlen 1998. Festvortrag am Konvent 1997 in Speyer. In: Suevia Pannonica Bd. 26 (1998). ISSN 0176-0432, S. 69–72.
- Hrsg. Deutschunterricht der Ungarndeutschen um die Jahrtausendwende. Sprache und Identitätsbildung. Wissenschaftliche Tagung am 7.–8. Januar 2000. Budapest: Landesselbstverwaltung d. Ungarndeutschen 2001. ISBN 963-00-7861-9
- Hrsg. mit Ibolya Sax: Handbuch der Ungarndeutschen. Budapest: Magyarországi Nemzeti és Etnikai Kisebbségekért 2004.
- Hrsg. mit Frank Spengler: Zur Situation der Deutschen in Mitteleuropa. Tagungsband zum Symposium der Konrad-Adenauer-Stiftung und der Landesselbstverwaltung der Ungarndeutschen vom 30. Oktober 2014 in Pécs/Fünfkirchen, Ungarn. Budapest: Konrad-Adenauer-Stiftung, Auslandsbüro Ungarn 2015. (Online-Ausgabe)